# 浅井亮政
浅井 亮政（あざい すけまさ、淺井 亮政）は、戦国時代の武将。北近江の国人浅井氏の当主。

## 生涯

### 生い立ち
北近江の国人である浅井氏の庶流浅井直種の子として誕生。浅井氏惣領の従兄・浅井直政の娘蔵屋と結婚し、直政の跡継ぎとなった。

### 上坂氏・浅見氏との抗争
亮政が家督を継承した頃、浅井氏は北近江半国の守護・京極氏の被官であった。しかし、京極高清が家督を次男高慶に譲る意向を示したことに反発した浅井・三田村・堀・今井ら国衆は、国人一揆を形成した。大永3年（1523年）閏3月、浅見貞則が国衆の中心となり、高清の長男高延を擁して、高清・高慶さらに有力家臣の上坂信光を尾張へと追い出した。なお『東浅井郡誌』では亮政が六角定頼と通じて事を起こしたとするが、確証を欠く。
国人一揆の盟主であった浅見貞則は京極高延のもとでの新体制でも中心となり、尾上城に高延を抱え込み専横を強めた。この時期に亮政は浅見氏への対抗上小谷城の築城を進めたものと考えられる。亮政は一度は追放した上坂氏と和解、京極高清を復帰させることで、浅見定則を失脚させることに成功する。さらに京極高延も小谷城に迎え、大永5年（1525年）に亮政は国人一揆の盟主となる。

### 六角氏の北近江侵攻と浅井氏の権力拡大
勢力を拡大しつつある亮政に対し、南近江守護の六角定頼が大永5年5月に江北へ侵攻する。六角定頼は小谷城を攻めるが堅固で攻めあぐね、かえって六角氏本国では伊庭貞説の乱が発生した。結局越前から出陣した朝倉教景が仲介し京極氏・浅井氏と六角氏は和睦する（『寺院雑要抄』9月4日条）。朝倉教景の出陣について、『東浅井郡誌』は亮政支援のためとするが、『朝倉宗滴話記』などから実際には六角氏に合力して小谷城を攻めたものと考えられる。この和睦は仮のものだったらしく、高清・亮政は美濃へと落ち延びることとなった。高清・亮政は翌年には江北に復帰した。
大永7年（1527年）に長光寺に滞在していた将軍足利義晴は近江の和睦を図り、細川高国・多賀貞隆・土岐頼芸らに働きかけを行わせたが、細川高国が伊庭貞説の乱で六角氏に援軍を送っていたこともあり、失敗に終わる。
享禄元年（1528年）8月、上坂信光が再び京極高延につき、内保河原（現・長浜市）で戦闘となった（内保合戦）。
享禄4年（1531年）正月下旬、高清父子は細川晴元の要請に応じて亮政を高島郡へ派遣し、足利義晴は朽木を逃れ堅田を経て坂本に至った。4月6日、箕浦（現・米原市）で六角氏と浅井氏が戦闘となり（箕浦合戦）、激戦の結果浅井方が敗れた。
天文2年（1533年）春、六角氏と京極氏の和睦が成立し、亮政は六角方に出頭した（『羽賀寺年中行事』）。
このように頻繁に六角氏の侵攻を受けたことにより、外敵への危機感を抱いた国人らが結束を強め、かえって対内的には浅井氏の力は強まることとなった。『東浅井郡誌』は、亮政が「名実共に京極家の執権として、江北の諸政を専らに」したのは、天文3年（1534年）のころとする。この論拠として同年から亮政が政令というべき安堵状を発給するようになることと、8月に小谷で京極高清・高延父子を饗応していることを挙げている。この饗応の様子は、『天文三年浅井備前守宿所饗応記』に詳しい。これにより浅井亮政は完全に国人一揆の上に立つこととなった。宮島敬一はこの饗応を浅井亮政が京極氏権力内において政治的地位の平和的な「承認・確保」を可視的に演出した「儀礼の場」であったと評価している。
しかし、その年の冬にはこの饗応に列席した多賀貞隆が六角方に寝返り、貞隆は京極高延によって館を攻撃されている。

### 京極氏との対立、死去
天文7年（1538年）、京極高清が死去し、高延が高広と改名しその跡を継いだ。これを機として高慶が六角定頼と通じ挙兵。同年3月、佐和山城の麓で亮政と六角定頼の軍が激突（佐和山合戦）、5月23日には佐和山城が六角方の手に落ちている。9月12日には小谷城の近くで戦いとなり、六角方が勝利している。講和条件は不明だが六角方の勝利が確定し、同月に京極高慶と上坂定信を入部させて定頼は帰陣している。亮政は六角定頼に従いその地位を維持し、近江は六角氏のもと安定に至った。『東浅井郡誌』は江北が依然高広・亮政の手中にあったとするが、宮島敬一は亮政は定頼の配下に入ったとしている。
六角氏は小谷城攻めに際し「小谷里」に放火しており、戦後亮政は徳政を発して復興に努めた。
天文10年（1541年）今度は京極高広が亮政に反旗を翻した。亮政が六角氏に降ったために、和議条件に不満があったためと考えられる。
亮政は天文11年（1542年）1月6日に死去した。徳勝寺に葬られ、法名は救外宗護。『証如日記』天文11年3月4日条に浅井備前の香奠の記事があり、天文13年の法会のために描かれた肖像の賛に戒名の記載があることなどから、『 浅井三代記』が「生年五十二歳にして天文十五年七月十七日逝去なり死骸は住所丁野村にて取置小谷の麓田川山辺に寺を営み救外寺殿英徹高月大居士と贈名し」としているのは史実ではない。
死後、側室との間の子・久政が家督を継ぐが、亮政は正室蔵屋との間の子・鶴千代の夫として田屋明政を婿養子として迎えていた。久政と明政との間に家督を巡る争いが生じたかははっきりしないが、高橋昌明は互いの派閥同士の内紛・暗闘が続いたと推測している。いずれにせよ亮政の死と、若年の久政による家督継承は、それに乗じた京極高広が勢力を伸ばすことに繋がった。

## 系譜
- 実父：浅井直種
  - 兄：政種
  - 弟：井演
  - 妹：下坂与一室
- 義父：浅井直政
- 義母：文和慶集尼
  - 正室：蔵屋
    - 女子：鶴千代（海津殿） - 田屋明政を婿とする。
    - 婿養子：明政（新三郎） - 海津の田屋氏出身。
    - 男子：政弘（新四郎） - 天文4年までに死去[63]。

  - 側室：尼子氏（馨庵寿松）
    - 男子：久政（猿夜叉）
    - 女子：寿慶 - 浅井忠種室[63]

  - 生母不詳
    - 女子：松市 - 三田村定頼室[63]
    - 男子：虎夜叉（山城守）[63]

『浅井三代記』『浅井系図』は亮政に赤尾駿河守教政という兄がおり、箕浦合戦で戦死したとするが、『飯福寺文書』から赤尾駿河守の実名は清政であること、『松尾寺文書』により天文5年時点で生存していることが確認できるため、史実と認められない。
『寛政重修諸家譜』は亮政の子として5男5女を示しているが、『東浅井郡誌』によれば続群書類従所収『浅井系図』および沢田源内による偽作の浅井系図を参照しており信憑性がないとされる。